# Lodowiec Potanina
Lodowiec Potanina (mong. Потанины мөсөн гол, Potaniny mösön gol) – największy lodowiec dolinny Ałtaju, na terytorium Mongolii. Leży na styku masywu Tawan Bogd uul i Ałtaju Mongolskiego. Rozciąga się na długości 19 km, szerokości do 2,5 km i zajmuje powierzchnię ok. 50 km². Z wysokości 3630 m n.p.m. obniża się do 2900 m n.p.m., gdzie pokryty jest moreną. Wody z topniejącego lodowca dają początek rzece Cagaan gol, lewemu dopływowi Kobdo. Lodowiec został odkryty w 1905 roku przez Wasilija Sapożnikowa i nazwany na cześć Grigorija Potanina.